# Euphorbia erythrocephala
Euphorbia erythrocephala là một loài thực vật có hoa trong họ Đại kích. Loài này được P.R.O.Bally & Milne-Redh. mô tả khoa học đầu tiên năm 1951.